# Informační systém evidence obyvatel
Informační systém evidence obyvatel, zkratka ISEO nebo AISEO, je (agendový) informační systém veřejné správy, který od roku 2008
spravuje Ministerstvo vnitra. Fungování informačního systému legalizuje zákon o evidenci obyvatel.
V informačním systému se vedou informace o občanech České republiky, osobách, které pozbyly státní občanství České republiky, a dále o cizincích, kteří jsou matkou, otcem či jiným zákonným zástupcem, manželem, registrovaným partnerem nebo dítětem občana. Rozsah vedených údajů specifikuje zákon 133/2000 Sb.
Prostřednictvím AIS EO jsou podle zákona č. 111/2009 Sb., o základních registrech, vkládány údaje o občanech do základního registru obyvatel. Samostatnou funkční částí AIS EO je registr rodných čísel.

## Historie
Centrální evidence obyvatel podle trvalého pobytu byla zavedena v roce 1980, kdy při sčítání lidu celá populace vyplnila registrační lístky. Ty vytvořily základ evidence, který byl později různými způsoby aktualizován a doplňován.
V následném informačním systému zůstávaly v řádech desítek tisíc zemřelé osoby. To se ukázalo zejména v 90. letech, když byly podle této evidence zpracovány seznamy voličů. Objevily se také zpracovatelské chyby, například u obcí se stejnými názvy.

## Zpracování údajů
Zpracovateli údajů vedených v informačním systému evidence obyvatel jsou Ministerstvo vnitra, krajské úřady, obecní úřady obcí s rozšířenou působností a ohlašovny, tj. v hlavním městě Praze a ve městech Brno, Ostrava a Plzeň úřady městských částí nebo městských obvodů, pokud tak stanoví statuty těchto měst, a na území vojenských újezdů újezdní úřady.

## Využití údajů
Uživateli údajů vedených v informačním systému evidence obyvatel v zákonem stanoveném rozsahu jsou:
- Ministerstvo vnitra (§ 3 odst. 5 zákona o evidenci obyvatel),
- kraje a krajské úřady, obecní úřady obcí s rozšířenou působností, obce a matriční úřady (m. úřady, kterými jsou obec. úřady, v hl. m. Praze ÚMČ, v územně čl. statut. městě, § 3a, 4 a 5 zákona o evidenci obyvatel),
- Ministerstvo zahraničních věcí (§ 8 zákona o evidenci obyvatel),
- subjekty, které získávají osobní údaje na základě zvláštních právních předpisů nebo stanoví-li tak mezinárodní smlouva, kterou je Česká republika vázána,
- obyvatelé (§ 8 odst. 3 a 4 zákona o evidenci obyvatel),
- Soudy I. stupně,
- zpravodajské služby ČR.